# Actinostolidae
Actinostolidae is een familie uit de orde van de zeeanemonen (Actiniaria). De familie is voor het eerst wetenschappelijk beschreven door Carlgren in 1932. De familie omvat 24 geslachten en 70 soorten.

## geslachten
- Actinoloba de Blainville, 1830
- Actinostola Verrill, 1883
- Anthosactis Danielssen, 1890
- Antiparactis Verrill, 1899
- Bathydactylus Carlgren, 1928
- Cnidanthus Carlgren, 1927
- Glandulactis Riemann-Zürneck, 1978
- Hadalanthus Carlgren, 1956
- Hormosoma Stephenson, 1918
- Isoparactis Stephenson, 1920
- Ophiodiscus Hertwig, 1882
- Paranthus Andres, 1883
- Parasicyonis Carlgren, 1921
- Pseudoparactis Stephenson, 1920
- Pycnanthus McMurrich, 1893
- Sicyonis Hertwig, 1882
- Stomphia (Gosse, 1859)
- Synsicyonis Carlgren, 1921
- Tealidium Hertwig, 1882